# اولگ کوزنتسوف
اولگ کوزنتسوف (اوکراینی: Олег Володимирович Кузнєцов؛ زادهٔ ۲۲ مارس ۱۹۶۳) بازیکن فوتبال اهل اتحاد جماهیر شوروی سوسیالیستی است.
از باشگاه‌هایی که در آن بازی کرده‌است می‌توان به باشگاه فوتبال آرسنال کی‌یف، باشگاه فوتبال رنجرز، باشگاه فوتبال دینامو کی‌یف، و باشگاه فوتبال مکابی حیفا اشاره کرد.
وی همچنین در تیم‌های ملی فوتبال زیر ۲۱ سال آلمان شرقی، شوروی، کشورهای مستقل مشترک‌المنافع، و اوکراین بازی کرده‌است.